# Лозан Коцев
Лозан Коцев е български футболист и треньор. Коцев е първият българин, спечелил шампионската титла на чужда държава, като през сезон 1935/36 г. става шампион на Швейцария в тима на Лозана-Спорт. Бил е треньор на националните отбори на Судан и Сингапур и лектор във ФИФА.

## Клубна кариера
Роден е на 8 февруари 1911 г. Играе за тима на Борислав (София), като през 1934 г. става секретар на отбора. През лятото на 1934 г. записва приятелски мачове за Славия (София). От есента на 1934 г. е играч на ФК 13. През юли 1935 г. е изключен от отбора, но скоро се завръща при „ветераните“.
Коцев учи право в Швейцария и става част от швейцарския Лозана-Спорт. Подписва професионален контракт, като става един от първите български професионални футболисти. През сезон 1935/36 Коцев става шампион на Швейцария, като вкарва 4 гола в 6 мача, а тимът завършва на три точки пред отбора на Йънг Фелоуз. Отбелязва два гола срещу Нордшател Базел и един срещу Аарау. Също е първият българин с мач и гол в европейски клубен турнир. В Купа Митропа Коцев играе в срещите с Жиденице Бърно (0:5 и 2:1) и открива резултата във втория мач. Изиграва 1 двубой и в първенството в следващата кампания – 1936/37. През ноември 1936 г. Лозана-Спорт изпада в ликвидация и играчите му са освободени. Закратко играе и във френския Ред Стар Париж.
От 1937 г. отново е във ФК 13. Носител е на Царската купа за 1938 г..

## Национален отбор
Единствения си мач за националния отбор записва на 26 май 1935 г. срещу Б отбора на Германия. Срещата завършва 2:0. Според репортаж на в-к „Спорт“ Коцев е играл слабо в двубоя. Играе и в няколко приятелски мача срещу клубни отбори.

## Треньорска кариера
През 1952 г. поема тима на ВВС (София), като го класира в А група. По-късно работи в Родни Криле, Червено знаме (София) и Академик (София). От 1960 до 1962 г. ръководи Черно море (Варна). През 1963 г. поема националния отбор на Судан и с него достига финал на Купата на африканските нации. През 1967 г. поема националния отбор на Сингапур, като е първият професионален треньор в страната. Коцев води тима на турнира „Мердека“ в Малайзия през 1968 г., но сингапурските футболисти губят и трите си срещи.
През сезон 1972/73 е начело на Берое, като извежда тима до финала за Купата на съветската армия. По-късно работи в Гърция, Нигерия и Израел и води младежкия национален отбор на България.

## Успехи
- Шампион на Швейцария – 1935/36
- Купа на Швейцария – 1935
- Царска купа – 1938